# Campeonato Paraibano de Futebol de 2017 - Primeira Divisão
O Campeonato Paraibano de Futebol de 2017 foi a 107.ª edição da divisão principal do futebol paraibano, disputada entre 8 de janeiro e 7 de maio de 2017. A competição foi organizada pela Federação Paraibana de Futebol e contou com a participação de dez equipes. Ela atribuirá duas vagas para a Copa do Brasil de 2018, duas para a Copa do Nordeste de 2018 e duas vagas na Série D do Brasileiro de 2018. O Botafogo foi o campeão da competição.

## Regulamento
O campeonato está formatado como um sistema misto de turno classificatório, sendo formalmente dividido em três fases. A primeira fase (classificatória) será disputada no sistema de pontos corridos com turno e returno, no qual todos os times jogarão contra todos. As quatro equipes com melhor índice técnico avançam para a segunda fase e os dois últimos colocados serão rebaixados à Segunda Divisão de 2018.
A segunda e terceira fases são eliminatórias com jogos de ida e volta (mata-mata). Os jogos da segunda fase (semifinal) acontecerão entre o primeiro colocado na fase classificatória contra o quarto colocado e entre o segundo colocado e o terceiro colocado. Em cada chave da semifinal, a equipe de melhor desempenho na primeira fase terá direito ao mando de campo na segunda partida e de jogar pelo empate em pontos ganhos e saldo de gols na soma das duas partidas. Em caso de persistência do empate, avança para a próxima fase o time com melhor campanha na fase classificatória. A terceira fase (final) será disputada nos mesmos moldes e com os mesmos critérios da semifinal. O vencedor será declarado Campeão Paraibano de Futebol de 2017.
Os dois finalistas terão vaga na Copa do Brasil, na Copa do Nordeste e na Série D do Brasileiro em 2018. Caso o Botafogo-PB chegue à final, o terceiro colocado conquistará a vaga na quarta divisão nacional juntamente com o outro finalista (campeão ou vice-campeão), uma vez que o Botafogo já disputará a Série C em 2017. Em caso de uma das equipes que disputa a Série D de 2017 (Campinense e Sousa) ser finalista do Paraibano e posteriormente conseguir o acesso à Série C de 2018, a respectiva vaga para a Série D será repassada ao melhor colocado que não estiver classificado a nenhuma divisão nacional em 2018.
A classificação final dos clubes considera os resultados de todos os jogos disputados. O campeão será o primeiro colocado e o vice-campeão, o segundo. Os clubes que não disputarem a final do campeonato serão classificados de acordo com os resultados obtidos na primeira e segunda fase respectivamente. Já os clubes que não avançarem para a segunda fase, a ordem de classificação será de acordo com os resultados da primeira fase.

## Participantes
| Equipe           | Cidade         | Em 2016 | Estádio           | Capacidade | Títulos (Último) |
| ---------------- | -------------- | ------- | ----------------- | ---------- | ---------------- |
| Atlético         | Cajazeiras     | 8º      | Perpetão          | 12 000     | 1 (2002)         |
| Auto Esporte     | João Pessoa    | 7º      | Tomazão[TOM]      | 2 000      | 6 (1992)         |
| Botafogo         | João Pessoa    | 2º      | Almeidão          | 25 770     | 27 (2014)        |
| Campinense       | Campina Grande | 1º      | Amigão            | 23 000     | 21 (2016)        |
| CSP              | João Pessoa    | 4º      | Tomazão[TOM]      | 2 000      | 0 (não possui)   |
| Internacional-PB | Santa Rita     | 1º (B)  | Tomazão[TOM]      | 2 000      | 0 (não possui)   |
| Paraíba          | Cajazeiras     | 5º      | Perpetão          | 12 000     | 0 (não possui)   |
| Serrano          | Campina Grande | 2º (B)  | Amigão            | 23 000     | 0 (não possui)   |
| Sousa            | Sousa          | 3º      | Marizão           | 13 000     | 2 (2009)         |
| Treze            | Campina Grande | 6º      | Presidente Vargas | 5 000      | 15 (2011)        |

Notas
- TOM. ^  Por padrão, as equipes do Auto Esporte-PB, CSP e  Internacional-PB  irão mandar seus jogos no Tomazão, porém algumas partidas com mando de campo destes clubes serão realizadas no Almeidão, por motivos de choque de horário com outras equipes pessoenses jogando em casa ou para buscar maior renda.[carece de fontes?]

- O Internacional, originalmente, é da cidade de Santa Rita, na Grande João Pessoa. Contudo, devido ao veto no Estádio Teixeirão, localizado naquela cidade, o Inter passa a mandar seus jogos no Tomazão, junto a outros times de João Pessoa.

## Fase classificatória

### Tabela
| Pos | Equipe        | Pts | J  | V  | E | D  | GP | GC | SG  | Classificação ou rebaixamento    |
| --- | ------------- | --- | -- | -- | - | -- | -- | -- | --- | -------------------------------- |
| 1   | Botafogo      | 40  | 18 | 13 | 1 | 4  | 29 | 13 | +16 | Classificado para a fase final   |
| 2   | Campinense    | 35  | 18 | 10 | 5 | 3  | 29 | 16 | +13 | Classificado para a fase final   |
| 3   | Treze         | 29  | 18 | 7  | 8 | 3  | 16 | 8  | +8  | Classificado para a fase final   |
| 4   | Atlético      | 27  | 18 | 7  | 6 | 5  | 17 | 11 | +6  | Classificado para a fase final   |
| 5   | Auto Esporte  | 25  | 18 | 7  | 4 | 7  | 24 | 22 | +2  |                                  |
| 6   | Serrano       | 22  | 18 | 6  | 4 | 8  | 22 | 29 | −7  |                                  |
| 7   | Sousa         | 21  | 18 | 5  | 6 | 7  | 22 | 24 | −2  |                                  |
| 8   | CSP           | 18  | 18 | 5  | 3 | 10 | 13 | 23 | −10 |                                  |
| 9   | Internacional | 16  | 18 | 3  | 7 | 8  | 16 | 28 | −12 | Rebaixado para a Segunda Divisão |
| 10  | Paraíba       | 11  | 18 | 1  | 8 | 9  | 11 | 25 | −14 | Rebaixado para a Segunda Divisão |

### Desempenho por rodada
| Time \ Rodada         | 1  | 2  | 3  | 4  | 5  | 6  | 7  | 8  | 9  | 10 | 11 | 12 | 13 | 14 | 15 | 16 | 17 | 18 |
| Time \ Rodada         |    |    |    |    |    |    |    |    |    |    |    |    |    |    |    |    |    |    |
| --------------------- | -- | -- | -- | -- | -- | -- | -- | -- | -- | -- | -- | -- | -- | -- | -- | -- | -- | -- |
| Botafogo-PB           | 2  | 3  | 3  | 1  | 1  | 1  | 1  | 1  | 1  | 1  | 1  | 1  | 1  | 1  | 1  | 1  | 1  | 1  |
| Campinense            | 1  | 2  | 6  | 6  | 6  | 7  | 6  | 3  | 2  | 2  | 2  | 2  | 2  | 2  | 2  | 2  | 2  | 2  |
| Treze                 | 4  | 5  | 4  | 3  | 4  | 3  | 2  | 4  | 6  | 6  | 4  | 4  | 4  | 4  | 3  | 3  | 3  | 3  |
| Atlético Cajazeirense | 9  | 6  | 1  | 2  | 2  | 2  | 3  | 2  | 3  | 3  | 5  | 5  | 5  | 6  | 4  | 5  | 4  | 4  |
| Auto Esporte-PB       | 7  | 10 | 10 | 10 | 10 | 8  | 7  | 7  | 5  | 4  | 3  | 3  | 3  | 3  | 5  | 4  | 6  | 5  |
| Serrano-PB            | 10 | 7  | 5  | 4  | 3  | 4  | 5  | 6  | 7  | 7  | 7  | 7  | 6  | 5  | 6  | 7  | 5  | 6  |
| Sousa                 | 6  | 8  | 9  | 9  | 9  | 10 | 10 | 9  | 8  | 8  | 8  | 8  | 9  | 9  | 7  | 6  | 7  | 7  |
| CSP                   | 3  | 1  | 2  | 5  | 5  | 6  | 8  | 8  | 9  | 9  | 9  | 10 | 8  | 8  | 9  | 8  | 8  | 8  |
| Internacional-PB      | 8  | 4  | 7  | 7  | 7  | 5  | 4  | 5  | 4  | 5  | 6  | 6  | 7  | 7  | 8  | 9  | 9  | 9  |
| Paraíba               | 5  | 9  | 8  | 8  | 8  | 9  | 9  | 10 | 10 | 10 | 10 | 9  | 10 | 10 | 10 | 10 | 10 | 10 |

Atualizado até os jogos disputados em 16 de abril de 2017.

### Resultados
| Mandante \ Visitante | ATL | AUT | BOT | CAM | CSP | INT | PAR | SER | SOU | TRE |
| -------------------- | --- | --- | --- | --- | --- | --- | --- | --- | --- | --- |
| Atlético             | —   | 0–1 | 1–0 | 2–0 | 2–0 | 2–1 | 0–0 | 1–0 | 1–0 | 0–0 |
| Auto Esporte         | 2–1 | —   | 0-3 | 3–5 | 1–2 | 0–0 | 1–1 | 1–0 | 0–1 | 2–1 |
| Botafogo             | 2–1 | 2–1 | —   | 1–2 | 3–1 | 2–1 | 3–0 | 1–0 | 4–1 | 0-1 |
| Campinense           | 0–0 | 0–0 | 1–2 | —   | 1–0 | 3–1 | 3–0 | 4–1 | 2–1 | 1–1 |
| CSP                  | 1–1 | 0–1 | 1–0 | 0–2 | —   | 0–0 | 2–0 | 0–1 | 0–2 | 1–0 |
| Internacional        | 0–0 | 0–7 | 1–1 | 1–0 | 1–2 | —   | 1–0 | 0–0 | 2–3 | 1–1 |
| Paraíba              | 0–0 | 1–1 | 0–1 | 1–2 | 1–0 | 2–2 | —   |     | 0–0 | 1–2 |
| Serrano              | 1–4 | 2–1 | 1–2 | 1–2 | 3–2 | 3–2 | 1–0 | —   | 3–2 | 0–0 |
| Sousa                | 2-1 | 1–2 | 0–1 | 1–1 | 1–1 | 1–2 | 2–2 | 4–2 | —   | 0–0 |
| Treze                | 1–0 | 2–0 | 0–1 | 0-0 | 3–0 | 1–0 | 2–0 | 1–1 | 0–0 | —   |

## Fase final
|  | Semifinal             | Semifinal   | Semifinal | Semifinal |   |       | Final | Final | Final | Final |
|  |                       |             |           |           |   |       |       |       |       |       |
|  | Treze                 | 2           | 0         | 2         |   |       |       |       |       |       |
|  | Campinense            | 1           | 0         | 1         |   |       |       |       |       |       |
|  | Campinense            | 1           | 0         | 1         |   | Treze | 2     | 1     | 3     |       |
|  |                       |             |           |           |   | Treze | 2     | 1     | 3     |       |
|  |                       | Botafogo-PB | 3         | 1         | 4 |       |       |       |       |       |
|  | Atlético Cajazeirense | Botafogo-PB | 3         | 1         | 4 | 0     | 0     | 0     |       |       |
|  | Atlético Cajazeirense |             |           |           |   | 0     | 0     | 0     |       |       |
|  | Botafogo-PB           | 3           | 1         | 4         |   |       |       |       |       |       |

## Estatísticas

### Artilharia
Atualizado até os jogos disputados em 30 de Abril de 2017.
| Gols | Jogador                                                      | Time          |
| ---- | ------------------------------------------------------------ | ------------- |
| 16   | Rafael Oliveira                                              | Botafogo      |
| 9    | Augusto                                                      | Campinense    |
| 9    | Isaías                                                       | Auto Esporte  |
| 8    | Wanderson                                                    | Botafogo      |
| 6    | Mosquito                                                     | Atlético      |
| 6    | Éder Guerreiro                                               | Sousa         |
| 5    | Hugo Sánchez                                                 | Serrano       |
| 5    | Thiago Orobó                                                 | Campinense    |
| 4    | Dico Marcelinho Paraíba                                      | Treze         |
| 4    | Bruno Paraíba                                                | CSP           |
| 4    | Fernandinho                                                  | Botafogo      |
| 3    | Léo Ceará                                                    | Campinense    |
| 3    | Léo Silva                                                    | CSP           |
| 3    | Alef                                                         | Atlético      |
| 3    | Cleitinho                                                    | Paraíba       |
| 3    | Bambam Téo                                                   | Internacional |
| 3    | Cesinha Gil Bala Van Basten                                  | Auto Esporte  |
| 3    | Leandro Rodrigo Poty                                         | Sousa         |
| 3    | Ferreira                                                     | Treze         |
| 3    | Rafael Ibiapino Izaías Diego Furtado                         | Serrano       |
| 2    | Daniel Caiçara Gilmar                                        | Sousa         |
| 2    | Vicente                                                      | Atlético      |
| 2    | Gustavo Henrique Marcinho                                    | Botafogo      |
| 2    | Jó Boy Thiago                                                | Internacional |
| 2    | Alemão Matheus Coelho                                        | Serrano       |
| 2    | Júlio Barboza Jean Carlo                                     | Treze         |
| 1    | Fernando Gustavo Rato Rodrigo Sabão Geisinho Alisson Juninho | Atlético      |
| 1    | Raphael Luz Luiz Paulo Plínio Sapé                           | Botafogo      |

| Gols | Jogador | Time          |
| ---- | --- | ------------- |
| 1    | Tadeu Arthur Léo Lima David Jé Samuel | Auto Esporte  |
| 1    | Igor Henrique Leandro Rogério Carioca | CSP           |
| 1    | Gilmar Filipe Ramon Negretti Casagrande Renatinho Maranhão Diego Torres João Paulo Joécio Jussimar Fábio Gama Alex Travassos Reinaldo Alagoano | Campinense    |
| 1    | Alex David Júnior Alves Júlio Wesley | Internacional |
| 1    | Renatinho França Gleidson Jardel Vavá Metralha Edvan Marquinhos                                                                                | Paraíba       |
| 1    | Lincoln Ramos Hércules Weverton | Serrano       |
| 1    | André Cassaco Camilo Liniker Eduardo Robinho Paulinho Mossoró                                                                                  | Sousa         |
| 1    | Érico Jr. Roger Gaúcho Rael Dedé Edynho | Treze         |

| Gols-contra | Gols-contra | Gols-contra   | Gols-contra   |
| Gols        | Jogador     | Time          | A favor de    |
| ----------- | ----------- | ------------- | ------------- |
| 1           | Correia     | Paraíba       | Botafogo      |
| 1           | Edy         | Sousa         | Internacional |
| 1           | Caio        | Serrano       | CSP           |
| 1           | Wellington  | Internacional | Paraíba       |

### Maiores públicos
Atualizada às 22:35 (UTC-3) em 19 de Março de 2017.
Dez maiores públicos pagantes do campeonato.
| Nº | Público | Mandante      | Placar | Visitante    | Estádio  | Data           | Rodada |
| -- | ------- | ------------- | ------ | ------------ | -------- | -------------- | ------ |
| 1  | 10 521  | Campinense    | 1–1    | Treze        | Amigão   | 22 de janeiro  | 5.ª    |
| 2  | 6 844   | Treze         | 0-0    | Campinense   | Amigão   | 19 de Março    | 14.ª   |
| 3  | 6 812   | Botafogo      | 1–2    | Campinense   | Almeidão | 1 de fevereiro | 7.ª    |
| 4  | 6 346   | Campinense    | 4–1    | Serrano      | Amigão   | 8 de janeiro   | 1.ª    |
| 5  | 6 339   | Campinense    | 0-0    | Atlético     | Amigão   | 8 de março     | 12.ª   |
| 6  | 6 177   | Internacional | 1-0    | Campinense   | Almeidão | 29 de janeiro  | 6.ª    |
| 7  | 6 166   | Botafogo      | 0–1    | Treze        | Almeidão | 15 de abril    | 18.ª   |
| 8  | 5 634   | Campinense    | 0–0    | Auto Esporte | Amigão   | 18 de janeiro  | 4.ª    |
| 9  | 5 509   | CSP           | 1–0    | Treze        | Almeidão | 11 de janeiro  | 2.ª    |
| 10 | 5 332   | CSP           | 1–0    | Botafogo     | Almeidão | 15 de março    | 13.ª   |

## Premiação
| Campeonato Paraibano de 2017 |
| João Pessoa                  |
| ---------------------------- |
| Botafogo-PB (29° título)     |

## Classificação final
Encerrado em 7 de maio de 2017